# Tiltrædelsesbonus
Tiltrædelsesbonus, Sign on fee eller Signing bonus er en bonus, der udbetales ved underskrivelse af en ansættelseskontrakt. Det anvendes bl.a. inden for sportsverdenen som en overgangssum, en klub betaler til en spiller ved kontraktunderskrivelse.
SKAT definerer "sign on fee" for sportsudøvere som "et vederlag  for sportsudøverens tilsagn om udførelsen af et personligt arbejde i tjenesteforhold, som er skattepligtigt på tidspunktet for påbegyndelsen af arbejdsforpligtelsen i Danmark" .